# Open di Francia 1987
L'Open di Francia 1987 è stata l'86ª edizione degli Open di Francia di tennis, e si è svolto sui campi in terra rossa dello Stade Roland Garros di Parigi, Francia, dal 25 maggio al 7 giugno 1987.
Il singolare maschile è stato vinto dallo ceco Ivan Lendl, che si è imposto sullo svedese Mats Wilander in quattro set col punteggio di 7–5, 6–2, 3–6, 7–6(3).
Il singolare femminile è stato vinto dalla tedesca Steffi Graf, che ha battuto in tre set la statunitense Martina Navrátilová.
Nel doppio maschile si sono imposti Anders Järryd e Robert Seguso.
Nel doppio femminile hanno trionfato Martina Navrátilová e Pam Shriver. 
Nel doppio misto la vittoria è andata a Pam Shriver in coppia con Emilio Sánchez Vicario.

## Seniors

### Singolare maschile
Ivan Lendl ha battuto in finale  Mats Wilander con il punteggio di 7–5, 6–2, 3–6, 7–6(3).

### Singolare femminile
Steffi Graf ha battuto in finale  Martina Navrátilová con il punteggio di 6–4, 4–6, 8–6.

### Doppio maschile
Anders Järryd /  Robert Seguso hanno battuto in finale  Guy Forget /  Yannick Noah con il punteggio di 6–7, 6–7, 6–3, 6–4, 6–2.

### Doppio Femminile
Martina Navrátilová /  Pam Shriver hanno battuto in finale  Steffi Graf /  Gabriela Sabatini con il punteggio di 6–2, 6–1.

### Doppio Misto
Pam Shriver /  Emilio Sánchez Vicario hanno battuto in finale  Lori McNeil /  Sherwood Stewart con il punteggio di 6–3, 7–6(4).